# Saint-Pierrevillers
Saint-Pierrevillers ist eine französische Gemeinde mit 151 Einwohnern (Stand: 1. Januar 2022) im Département Meuse in der Region Grand Est (vor 2016: Lothringen). Sie gehört zum Arrondissement Verdun und zum Kanton Bouligny.

## Geographie
Saint-Pierrevillers liegt etwa 38 Kilometer nordöstlich von Verdun. Umgeben wird Saint-Pierrevillers mit den Nachbargemeinden Arrancy-sur-Crusnes im Nordwesten und Norden, Han-devant-Pierrepont im Nordosten, Saint-Supplet im Osten, Spincourt im Südosten und Süden, Nouillonpont im Südwesten und Westen sowie Rouvrois-sur-Othain im Westen und Nordwesten.

## Bevölkerungsentwicklung
| Jahr                       | 1962 | 1968 | 1975 | 1982 | 1990 | 1999 | 2006 | 2011 | 2019 |
| Einwohner                  | 189  | 182  | 160  | 151  | 117  | 140  | 141  | 162  | 155  |
| Quellen: Cassini und INSEE |      |      |      |      |      |      |      |      |      |

## Sehenswürdigkeiten
- Wehrkirche Saint-Rémy aus dem 12. Jahrhundert, seit 1912 Monument historique
- Waschhaus Saint-Pierrevillers aus dem 19. Jahrhundert

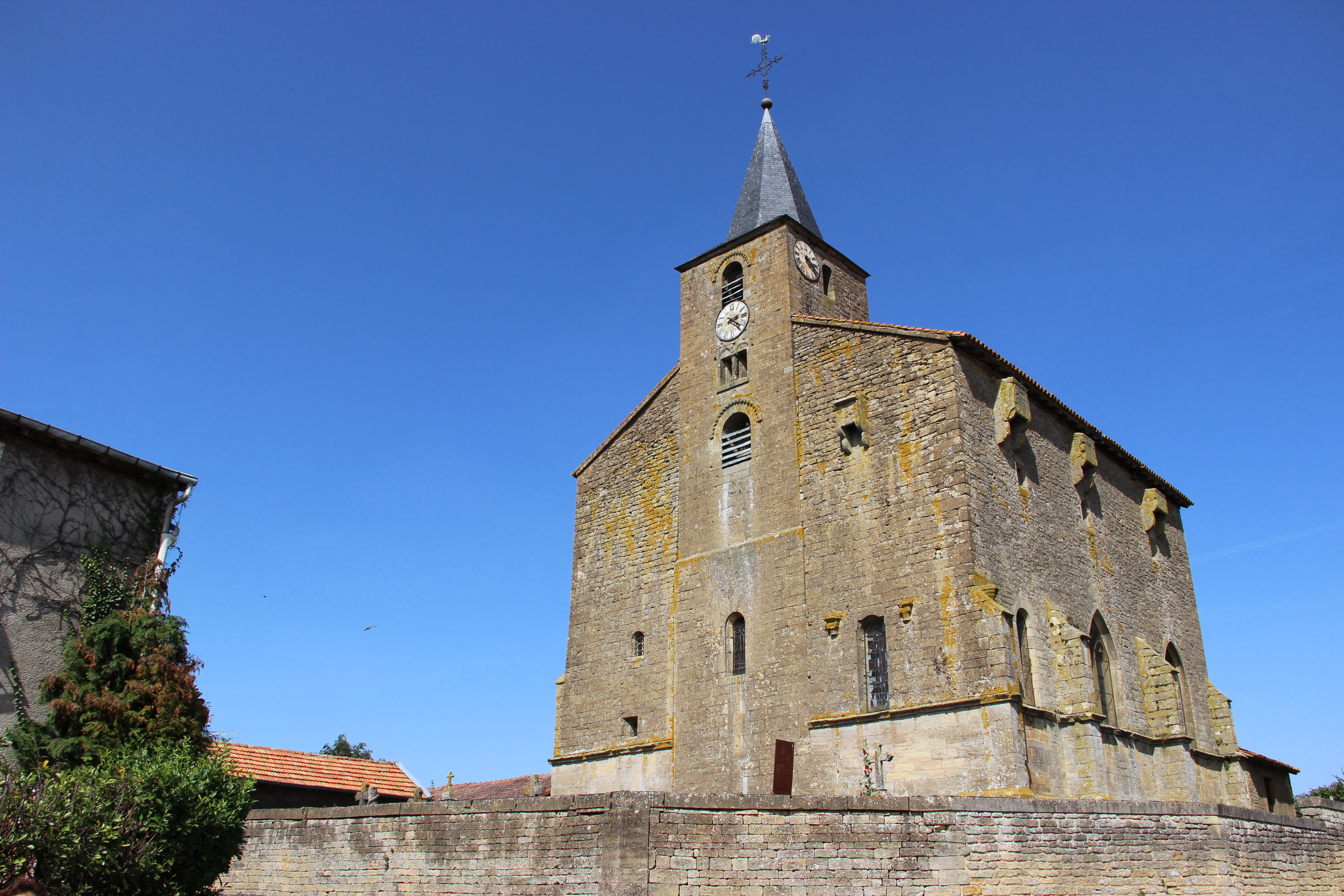
Kirche Saint-Rémy